# Jacques Duval d'Eprémesnil (1827-1891)
Pour les articles homonymes, voir Duval.
Jacques Duval, comte d'Eprémesnil (né à Paris le 30 mars 1827 et mort le 28 août 1891) est un botaniste et acclimateur français.

## Biographie
Jacques Duval, comte d'Eprémesnil est vice-président de la Société impériale zoologique d'acclimatation, cofondateur de l'ancien jardin d'acclimatation du bois de Boulogne et rénovateur du parc du château de Croissy-sur-Seine. Il est également l'animateur du jardin d'acclimatation du Riou créé par la ville de Cannes en 1876. Il est surtout connu pour avoir développé ses propres collections de végétaux exotiques (plus de 5 000 plantes) au Domaine des Cocotiers, à Antibes, sur le Golfe Juan, à partir de 1879.
En 1882-1883, il est en relation avec George Engelmann à qui il souhaite acheter cactus et agaves,.
Le domaine est par la suite transformé par ses héritiers en pépinière. Au XXIe siècle, c'est devenu un domaine loti en copropriété qui a pour nom le Château de l'Aube.